# Les Iffs

Les Iffs este o comună în departamentul Ille-et-Vilaine, Franța. În 1 ianuarie 2022 avea o populație de 274 de locuitori.